# Vicente Costa
Dom Vicente Costa (Birkirkara, 1 de janeiro de 1947) é um bispo católico maltês e bispo emérito da Diocese de Jundiaí.

## Biografia
Fez seus estudos primários na Escola Governamental de Birkirkara, de 1954 a 1957; os estudos secundários no Seminário Menor em Floriana, de 1958 a 1963. De 1964 a 1968 fez a faculdade de Filosofia na Universidade de Malta. Veio para o Brasil onde cursou a faculdade de Teologia no Studium Theologicum, em Curitiba, de 1969 a 1971.
Nos anos de 1971 e 1972 fez o doutorado na Pontifícia Universidade Gregoriana, em Roma. Aos 17 de dezembro de 1972 foi ordenado sacerdote.
Foi Vigário Paroquial da Catedral Nossa Senhora da Glória em Maringá, em 1973; foi pároco em São Jorge do Ivaí, de 1974 a 1978; foi pároco em Sarandi, no Paraná, de 1979 a 1984; coordenador Arquidiocesano de Pastoral de 1985 a 1987 e de 1991 a 1994; estudou novamente em Roma, de 1987 a 1991; foi Vigário Paroquial da Catedral, novamente em Maringá, de 1994 a 1997; foi Professor no Instituto Paulo VI em Londrina, de 1991 a 1997 e Professor no CINTEC (Centro Interdiocesano de Teologia), em Cascavel, de 1996 a 1998.
No dia 1 de julho de 1998, o Papa João Paulo II o nomeou como bispo-auxiliar da Arquidiocese de Londrina, com a sede titular Aquae Flaviae. Escolheu como Lema de vida episcopal: QUODCUMQUE DIXERIT VOBIS FACITE (Fazei tudo o que Ele vos disser - Jo 2,5). Sendo ordenado bispo no dia 19 de setembro de 1998 por Dom Murilo Krieger.
Aos 9 de outubro de 2002 foi nomeado para a Diocese de Umuarama, onde tomou posse como bispo diocesano em 13 de dezembro do mesmo ano. No dia 30 de dezembro de 2009 o Papa Bento XVI o nomeou para a Diocese de Jundiaí, em São Paulo. E no dia 7 de março, Dom Vicente Costa tomou posse como quinto Bispo de Jundiaí, na presença de oito mil fiéis e Dom Lorenzo Baldisseri, Dom Eduardo Benes de Sales Rodrigues, Dom Odilo Pedro Scherer, entre outros vários Bispos, Padres e Diáconos.

### Ordenações episcopais
Dom Vicente foi o principal sagrante do bispo:
- Dom Joaquim Wladimir Lopes Dias